# União de Erfurt

Proposta da Reichskriegsflagge da União de Erfurt.

A União de Erfurt (em alemão:  Erfurter Union) foi uma união de curta duração de estados germânicos sob a forma de federação, proposta pelo Reino da Prússia em Erfurt, para a qual o Parlamento da União de Erfurt (Erfurter Unionsparlament) foi aberto entre 20 de Março e 29 de Abril de 1850. A união nunca passou do papel, e foi definitivamente abandonada no Pontilhado de Olmütz (29 de Novembro de 1850; também chamado de Humilhação de Olmütz) sob pressão do Império Austríaco.